# Andreas Johan Sjögren

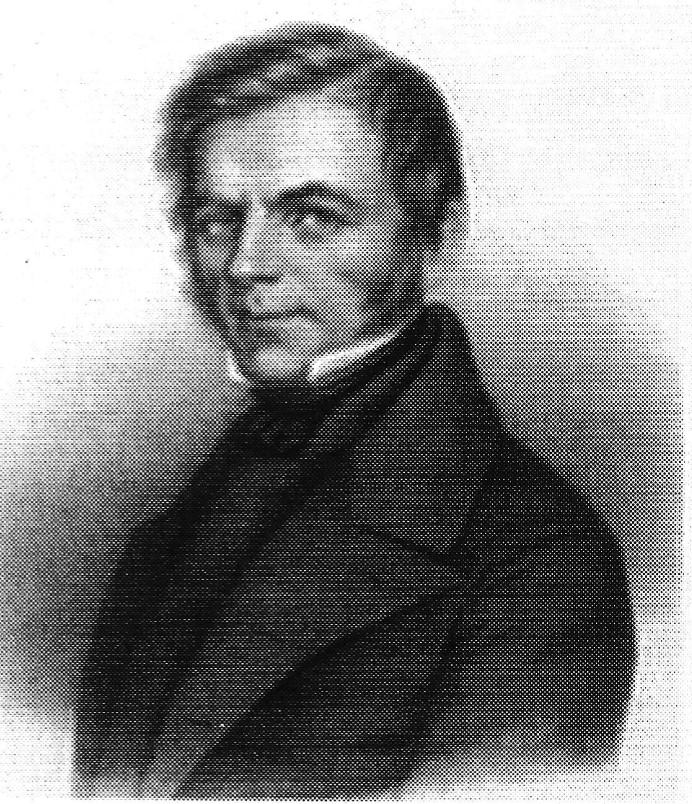

Andreas Johan Sjögren (russisch Андре́й Миха́йлович Шёгрен Andrei Michailowitsch Schogren, auch Anders Johan Sjögren; * 15. Apriljul. / 26. April 1794greg. in Sitikkala, Finnland; † 6. Januarjul. / 18. Januar 1855greg. in Sankt Petersburg) war ein finnischer Sprachwissenschaftler, Historiker und Ethnograph.

## Leben und Wirken
Sjögren wurde im Dorf Sitikkala im Osten der damaligen Landschaft Nyland geboren;  1809 kam dieses Gebiet als Teil des Großfürstentums Finnland zum Russischen Reich. Sein Vater, ein Dorfschuster, hatte einen schwedischen Familiennamen aufgenommen, so wie viele Finnen der Handwerker- und Bürgerklasse in dieser Zeit. In der Familie wurde Finnisch gesprochen, und als der Pastor von Iitti die Begabung des Schustersohns entdeckt hatte, musste er zuerst dem Jungen privat Schwedisch unterrichten, denn finnischsprachige Gymnasien und höhere Bildung gab es in Finnland zu dieser Zeit gar nicht. 1813 absolvierte Sjögren das Gymnasium in Borgå (Porvoo), studierte danach bis 1819 an der Akademie in Åbo (Turku).
Unter dem Eindruck der frühen Werke des dänischen Sprachforschers Rasmus Christian Rask beschäftigte sich Sjögren zunächst mit der Geschichte des russischen Nordens, speziell mit der Ethnographie und den Sprachen der finno-ugrischen Völker dieses Gebietes, so der Komi.
Seine 1823 erschienene Abhandlung Über die finnische Sprache und ihre Literatur erweckte die Aufmerksamkeit des früheren Staatsmannes und Wissenschaftsmäzens Nikolai Rumjanzew, der Sjögren als Privatbibliothekar einstellte und die Förderung seiner Reisen auch mit Staatsmitteln veranlasste.
1835 reiste Sjögren in den Kaukasus, um dort die georgische und ossetische Sprache zu studieren. Das bedeutendste Ergebnis war eine 1844 veröffentlichte [...] Ossetische Sprachlehre, nebst kurzem Ossetisch-Deutschen und Deutsch-Ossetischen Wörterbuche, welche zugleich die erste tiefergehende Untersuchung dieser Sprache darstellte. Sjögren gilt als Urheber des modernen ossetischen Alphabets auf Grundlage der kyrillischen Schrift, das mit kleineren Veränderungen auch heute verwendet wird.
Seit 1827 war Sjögren korrespondierendes Mitglied der Russischen Akademie der Wissenschaften, seit 1831 deren außerordentliches Mitglied für „russische Geschichte und Altertümer“ und ab 1844 ordentliches Mitglied der „Abteilung für Philologie und Ethnographie der finnischen und kaukasischen Völker Russlands“. 1845 wurde er Direktor des Ethnographischen Museums der Akademie.
Eine geplante Forschungsreise nach Sibirien musste Sjögren wegen seines Gesundheitszustandes absagen; er schlug jedoch an seiner Stelle den jüngeren Matthias Alexander Castrén vor, der heute als Begründer der Linguistik der uralischen Sprachen gilt. Sjögren unternahm jedoch weiterhin kürzere Reisen, so 1846 und 1852 zu den Liven in Livland und Kurland.

## Werk (Auswahl)
Sjögren publizierte viele seiner zwischen 1823 und 1854 erschienenen Schriften auf Deutsch, einige auch auf Russisch.
- Anteckningar om församlingarne i Kemi-Lappmark (1828)
- Die Sürjänen, ein historisch-statistisch-philologischer Versuch (1829)
- Über die finnische Bevölkerung des St. Petersburgischen Gouvernements und über den Ursprung des Namens Ingermanland (1833)
- Ossetische Sprachlehre (1841)
- Ірон ӕвзагахур das ist Ossetische Sprachlehre, nebst kurzem Ossetisch-Deutschen und Deutsch-Ossetischen Wörterbuche (1844)
- Ossetische Studien (1848)
- Zur Ethnographie Livlands (1849)
- Gesammelte Schriften (postum 1861, herausgegeben von Ferdinand Wiedemann; Nachdruck 1969):
  - Historisch-ethnographische Abhandlungen über den finnisch-russischen Norden
  - Livische Grammatik nebst Sprachproben
  - Livisch-deutsches und deutsch-livisches Wörterbuch